# 서울영동초등학교
서울영동초등학교는 대한민국 서울특별시 영등포구 당산동에 있는 공립 초등학교이다.

## 학교 연혁
- 1956년 5월 17일 서울영동국민학교 개교
- 1970년 7월 24일 본관 3교실 증축, 영중국민학교에서 5학급 이관
- 1994년 10월 27일 예절실 개관
- 1996년 3월 1일 서울영동초등학교로 개칭
- 2005년 4월 18일 교수학습도움센터 개관
- 2007년 10월 18일 도서실, 보건실, 보건교육실 리모델링 개관식
- 2009년 4월 29일 피아노실 개관
- 2013년 2월 5일 급식실, 조리실 완공
- 2013년 3월 15일 병설유치원 개원(2학급)
- 2013년 6월 8일 학교 건물 외부 도색
- 2013년 6월 30일 학교 체육관(공모명 가온누리) 완공
- 2013년 8월 10일 유치원 생태 진입로 완공
- 2013년 9월 30일 병설유치원 개원식
- 2014년 2월 25일 돌봄 겸용교실 완공
- 2014년 4월 11일 유기농 텃밭조성(공모명 온새미로) 및 야생화 꽃밭 조성
- 2014년 12월 15일 고화질 CCTV 교체 및 추가설치, 복도안전 난간 설치
- 2015년 5월 12일 유기농텃발(온새미로) 확대 조성 및 유치원 관찰학습장(도담도담) 조성
- 2015년 11월 3일 창문 안전대 시공
- 2016년 5월 20일 유치원놀이터 안전시설 완공
- 2016년 5월 23일 엘리베이터 완공
- 2016년 6월 6일 연못 확장 개선 및 목교(나무다리) 설치
- 2016년 9월 27일 1층 현관 학교교육 안내판 설치
- 2016년 10월 12일 개교 60주년 기념 교훈석 설치
- 2016년 10월 24일 체육관(가온누리) 아리수음수대 설치
- 2016년 10월 27일 교육감 우수학교 방문 및 개교 60주년 기념 역사의 벽 개관
- 2016년 11월 9일 화장실 전등 센서 및 계단 LED 전등 설치
- 2017년 2월 17일 제61회 졸업식
- 2017년 7월 5일 학교외벽 개선 공사 완료
- 2017년 10월 13일 제5회 친환경 벼농사 추수행사
- 2017년 10월 23일 제5회 늘해랑제 개최 (~ 10월 27일)
- 2017년 11월 4일 제4회 가족산행대회(북한산) 개최
- 2017년 11월 22일 제4회 사랑의 김장 나누기 개최
- 2018년 1월 5일 도움반 바닥공사(원목) 완료
- 2018년 1월 8일 화장실 현대화 공사 완공
- 2018년 2월 13일 제62회 졸업식
- 2018년 2월 26일 보건실 입구 현관 계단 개선 공사, 1층·4층 복도계단 높낮이 공사
- 2018년 3월 1일 제20대 주정숙 교장 취임
- 2018년 3월 15일 화장실 현대화 공사 완공
- 2018년 7월 27일 화장실 증축 공사 착공
- 2018년 8월 30일 교실 냉난방기 교체
- 2018년 9월 23일 교실 내부 도색 완료
- 2018년 11월 15일 교실 공기청정기 설치 완료
- 2019년 1월 25일 학교도서실 자외선램프 책 소독기 설치
- 2019년 2월 15일 제63회 졸업식
- 2019년 2월 28일 급식실 노후기구 교체 및 시설공사 완료
- 2019년 5월 20일 방송실 장비 교체 및 내부 개선 공사
- 2020년 1월 15일 정문 진입로 포장 및 주차장 그레이팅 교체
- 2020년 2월 20일 중앙현관 장애인 경사로 설치
- 2026년 5월 17일 개교 70주년

## 참고 자료
- 서울영동초등학교 - 한국교육학술정보원 학교알리미